# Golden Nugget Atlantic City
Golden Nugget Atlantic City è un hotel, un casinò e un porto turistico situato ad Atlantic City, nel New Jersey. Inaugurato nel 1985 come Trump's Castle, è stato ribattezzato Trump Marina nel 1997. Landry's, Inc. ha acquistato il casinò da Trump Entertainment Resorts nel febbraio 2011 e la vendita è stata approvata a fine maggio. Landry ha assunto il controllo della proprietà il 23 maggio 2011.